# Amebix
Amebix war eine von 1978 bis 1987 existierende britische Crust-Punk-Band, die als einer der ersten Vertreter des Genres gilt. 2008 kam es zu einer Wiedervereinigung der Band, wobei Robert „Spider“ Richards aufgrund seines Tinnitus-Leidens durch Roy Mayorga ersetzt wurde. Der Name der Band ist von der Amöbe (engl. amoeba) abgeleitet, da diese die Grundform des Lebens sei und die Band nur einfache Musik spielte.

## Geschichte
Gegründet wurde Amebix 1978 von Rob „The Baron“ Miller, seinem Bruder Chris „Stig“ Miller, Andy „Billy Jug“ Hoare und Clive Barnes, während diese noch die Schule in Devon besuchten. Von den Mitgliedern wurde die Band zunächst als The Band with No Name bezeichnet, spielte unter diesem Namen häufig in der näheren Umgebung und spielte eine Demoaufnahme mit sechs Stücken ein. Als die Band Crass in Plymouth spielte, gab The Baron ihr eine der Kassetten mit; das darauf enthaltene Lied University Challenged erschien 1980 auf dem ersten Teil der Crass-Records-Sampler-Reihe Bullshit Detector. Danach wurde Schlagzeuger „Billy Jug“ durch Martin Baker ersetzt und das Herrenhaus seiner Eltern in Dartmoor für Proben genutzt. Zu dieser Zeit begann die Band auch, den Namen Amebix zu nutzen. Baker wurde jedoch von seinen Eltern aus der Band entfernt und nach London versetzt, wo er einen Nervenzusammenbruch erlitt und eine paranoide Schizophrenie diagnostiziert wurde; die Band behandelte Bakers Erfahrungen im Lied Largactyl.
Die Band rekrutierte Norman „Norm“ Butler (Screaming Heads, Phantasmagoria, Norm Yard), der Synthesizer spielte, und zog nach Bristol, wo sie in besetzten Häusern lebte. Mit dem Disorder-Schlagzeuger Neil „Virus“ Worthington hatte Amebix eine „semi-stabile“ Besetzung. In dieser wurden die ersten beiden 7”-Veröffentlichungen Who’s the Enemy und Winter sowie die 12” No Sanctuary aufgenommen. Auf No Sanctuary übernahm ein Gastmusiker den Synthesizer, 1984 wurde dieser von George übernommen. Während der Aufnahmen zu No Sanctuary in den Southern-Studios lernte die Band Jello Biafra von der US-amerikanischen Band Dead Kennedys und der Plattenfirma Alternative Tentacles kennen. Als erste britische Band veröffentlichte sie dort 1985 ihr Debütalbum Arise!; die Plattenfirma zögerte jedoch zunächst, es zu veröffentlichen, da es zu „schwer“ sei. Die finale Besetzung von Amebix entstand ebenfalls 1985, als Robert „Spider“ Richards ihr Schlagzeuger wurde. Die Band unterschrieb bei Heavy Metal Records und veröffentlichte dort 1987 das Album Monolith, ihr populärstes Werk. Die mit der Veröffentlichung und dem Vertrieb verbundenen Schwierigkeiten führten schließlich zur Auflösung der Band. Dennoch tourte sie nach der Veröffentlichung des Albums für kurze Zeit, wobei ihre finale Tournee in Sarajevo endete, kurz vor dem Zusammenbruch der Sozialistischen Föderativen Republik Jugoslawien.
Spider, George und Stig spielten nach der Auflösung Amebix’ bei Zygote, während The Baron auf die Isle of Skye zog und dort als Waffenschmied arbeitet.
Die Band hatte 1987 geschworen, nie wieder zu spielen, stellte jedoch nach der Etablierung des Internets fest, dass sie bei ihrer Auflösung einen „Nachstrom“ hinterlassen hatte, und wurde 2008 von The Baron und Stig neu gegründet. Rob „The Baron“ Miller hatte über Myspace Roy Mayorga kennengelernt; als einige Stücke von Amebix als Bonusmaterial für eine DVD neu aufgenommen werden sollten, kontaktierte The Baron Mayorga, um ihn zu fragen, ob er sich beteiligen wollte. Die Zusammenarbeit mit Mayorga war laut The Baron besser als erhofft, sodass sie keine Wahl gehabt hätten, als die Aktivitäten der Band fortzusetzen, obwohl dies ursprünglich nicht intendiert gewesen sei; Mayorga passe zu Amebix „wie eine Hand in einen Handschuh“. Im April 2008 erschien No Sanctuary – The Spiderleg Recordings, eine Zusammenstellung der Stücke von Who’s the Enemy, Winter und No Sanctuary, die die Band nach 1985 nicht mehr live gespielt hatte. The Baron musste dafür kämpfen, das Material von den Southern-Studios zurückzubekommen, und John Loder weigerte sich, Amebix’ Material zu Lebzeiten zu veröffentlichen.

## Stil
In den 1980er-Jahren war die Band in ihrer Subkultur verhasst und laut The Baron ihrer Zeit um 20 Jahre voraus, inzwischen gilt sie als eine der ersten und wichtigsten Crust-Vertreter.
Die ersten beiden Singles Winter und Beginning of the End sind stärker von Bands wie Killing Joke und UK Decay beeinflusst, mit einer dunklen, postapokalyptischen und laut Felix Von Havoc morbiden Ästhetik. Ab No Sanctuary entwickelte ihr dunkler Hardcore-Stil sich in Richtung Crust. Mit der 1985 veröffentlichten Arise!-LP wurde dieser Klang kodifiziert, eine „mahlende“ Mischung aus frühem Anarcho-Punk/dunklem Hardcore und Motörhead. Auf der LP Monolith kamen die Metal- und Motörhead-Einflüsse stärker zur Geltung; sie gilt als „eine der definitiven Crust-LPs“ und Amebix’ populärste Veröffentlichung, fiel jedoch für einen Teil der Punk-Szene zu metallisch und überproduziert aus, während The Baron sie wie Arise! als schlecht produziert und schlampig gespielt bezeichnet. Amebix gelten mit ihrem Frühwerk als Vorläufer der Kombinationen aus Doom Metal und Hardcore Punk, Bands wie Neurosis, Sepultura und Deviated Instinct beziehen sich offen auf die Band. Den Stil der nach der Wiedervereinigung aufgenommenen Stücke beschrieb Mayorga als stärkere, schwerere und noch epischere Version des Stils am Ende der Spätphase der Band, mit einigen der alten Elementen wie Stigs schweren, dissonanten Gitarrenklängen, „schaurigen“ Keyboards, schwerem Tribal-Trommeln und der „glasgurgelnden“ Stimme von The Baron.
Ihre Texte waren geprägt durch den Gegensatz zwischen symbolhaften Anleihen aus mittelalterlicher Zeit und den gesellschaftlichen Realitäten der Gegenwart, v. a. der Bedrohung durch nuklearen Winter und der Zerstörung der Erde durch den Menschen.

## Diskografie
- 1979: Demo
- 1980: University Challenged auf Bullshit Detector (Crass Records)
- 1982: Who’s the Enemy (EP, Spiderleg Records)
- 1983: Winter (Single, Spiderleg Records)
- 1983: No Sanctuary (EP, Spiderleg Records)
- 1985: No Gods (Livealbum)
- 1985: Arise! (LP, Alternative Tentacles)
- 1986: No Masters (Livealbum)
- 1987: Monolith (LP, Heavy Metal Records)
- 1994: The Power Remains (LP, Skuld Releases/MCR UK)
- 2000: Arise!+2 (Wiederveröffentlichung auf Alternative Tentacles, plus 2 unveröffentlichte Demostücke von 1987)
- 2003: Make Some Fucking Noise! (Livealbum)
- 2008: No Sanctuary – The Spiderleg Recordings (Wiederveröffentlichung der Stücke von Who’s the Enemy, Winter und No Sanctuary, Alternative Tentacles)
- 2009: Risen (DVD, Belfast Records)
- 2010: Redux (12”/CD, Profane Existence)
- 2011: Sonic Mass (LP, Amebix Records/Easy Action)
- 2011: Knights of the Black Sun (12”, Profane Existence)